# المرايم (إب)

تعديل مصدري - تعديل

المرايم محلة تابعة لقرية ماتر، التابعة لعزلة الروس بمديرية إب إحدى مديريات محافظة إب في الجمهورية اليمنية.، بلغ تعداد سكانها 31 حسب تعداد اليمن لعام 2004.